# Campo Belo (distrito de São Paulo)
Campo Belo é um distrito situado na região sul do município de São Paulo, no limite norte do antigo município de Santo Amaro. Tornou-se, nos últimos anos, numa área de grandes edifícios de classe média e média-alta. É cortado por, pelo menos, três importantes avenidas: Washington Luís, Jornalista Roberto Marinho e Vereador José Diniz.
O distrito é delimitado pelas avenidas dos Bandeirantes, Santo Amaro, Professor Vicente Rao, Vereador João de Luca, Avenida Mascote, Rua Palacete das Águias, Rua Rodes, Avenida Doutor Lino de Moraes Leme, Avenida Jornalista Roberto Marinho, Córrego Água Espraiada, Avenida Hélio Lobo, Rua Freire Farto, Avenida Pedro Bueno, parte sul do Aeroporto de Congonhas e Avenida Jurandir (delimitadora da parte leste do aeroporto).

## História
A origem do distrito do Campo Belo está ligada à evolução da antiga Vila de Santo Amaro. Em princípio, com a inauguração em 1886 da linha férrea ligando São Paulo a Santo Amaro, a região de vastos campos e fazendas começou a ser ocupada.
Uma das maiores fazendas da região pertencia a família Vieira de Morais, loteada em meados de 1903. O loteamento dessa e de outras fazendas facilitou a colonização alemã da região.
A antiga linha de trens foi substituída, em 7 de julho de 1913, por uma linha de bondes, que do trajeto anterior desviava na Rua Domingos de Morais para a Avenida Conselheiro Rodrigues Alves, seguindo pelas regiões de Indianópolis, Campo Belo, Brooklin Paulista e Alto da Boa Vista, dando origem ao que hoje são a Avenida Ibirapuera e a Avenida Vereador José Diniz.

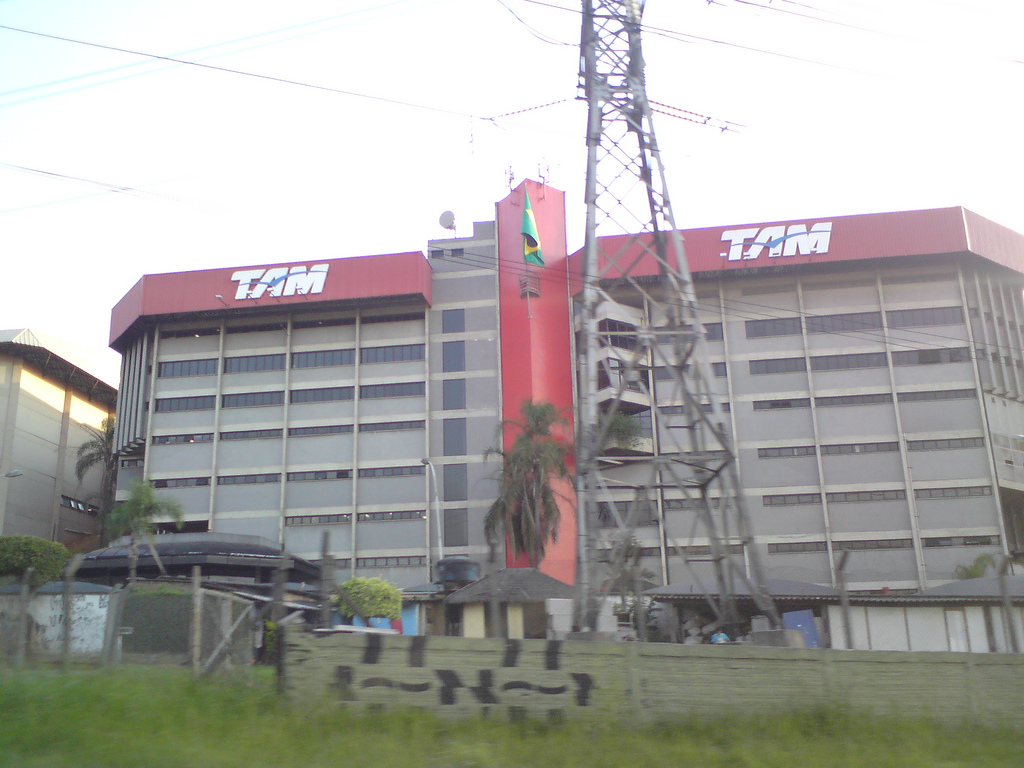
A sede da TAM Linhas Aéreas, localizada no distrito

Em 1953, a antiga Companhia Telefônica Brasileira - CTB, instalou no bairro, na Rua Vieira de Morais, uma estação telefônica que foi inicialmente denominada Santo Amaro, que, com o prefixo 61 servia toda a zona sudoeste da capital paulista. Em 1967, passou a ser chamada Estação Campo Belo, e passou a ter sucessivas ampliações, além de diversos cortes de área, que passaram a ser atendidos por novas estações telefônicas (Santo Amaro, Chácara Santo Antônio, Real Parque, Berrini, Moema e Campo Grande). Em 1995, com a substituição do equipamento da antiga central de prefixo 61, para nova central digital com prefixo alterado para 5561, foi o primeiro bairro do Brasil a ter telefones com oito dígitos. Atualmente, mais de 250 mil terminais estão instalados na estação telefônica Campo Belo.
Hoje é um distrito de alto padrão, vizinho de distritos consagrados da cidade como Itaim Bibi, Saúde e Moema, e também é vizinho de outros distritos que estão em grande desenvolvimento, como Jabaquara e Santo Amaro, mas o distrito também abriga diversas favelas, a maioria localizada no entorno da Avenida Jornalista Roberto Marinho, com registros de graves incêndios em algumas delas.
Segundo uma reportagem da Folha de São Paulo de 2015, o valor do metro quadrado para um lançamento no Campo Belo chegava aos R$ 13.090, considerado ideal para executivos que trabalham em centros financeiros como a Avenida Engenheiro Luís Carlos Berrini e não querem arcar com o custo de regiões mais nobres da capital.

No distrito do Campo Belo encontra-se o Aeroporto de Congonhas, um dos mais movimentados da América Latina. O aeroporto apenas deixou de ser a referência para viagens internacionais após a construção do Aeroporto de Cumbica, em Guarulhos, apesar de possuir um intenso movimento de viagens para todo o território nacional.

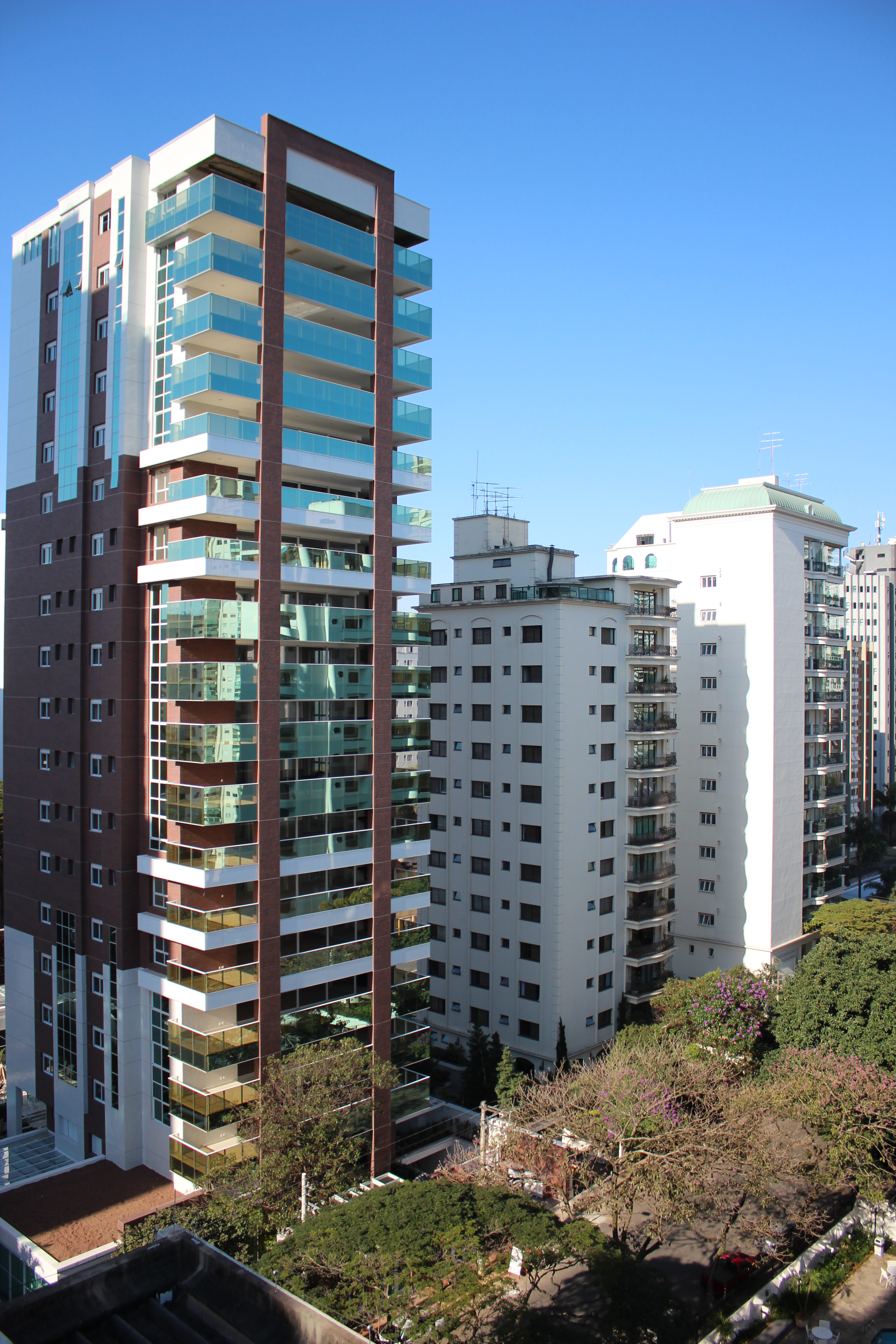
Vista do distrito

Nesse distrito, foi onde ocorreu o maior desastre aéreo da história do Brasil. Em 17 de julho de 2007, um avião Airbus A320 da TAM atingiu um prédio da própria companhia na Avenida Washington Luís após não ter conseguido pousar no Aeroporto de Congonhas. Ao todo, 199 pessoas morreram no acidente, incluindo passageiros, tripulantes, pilotos e pessoas que estavam em solo no momento da queda. Alguns anos depois, foi inaugurada uma praça em forma de memorial no local da tragédia, como homenagem às vítimas do acidente.

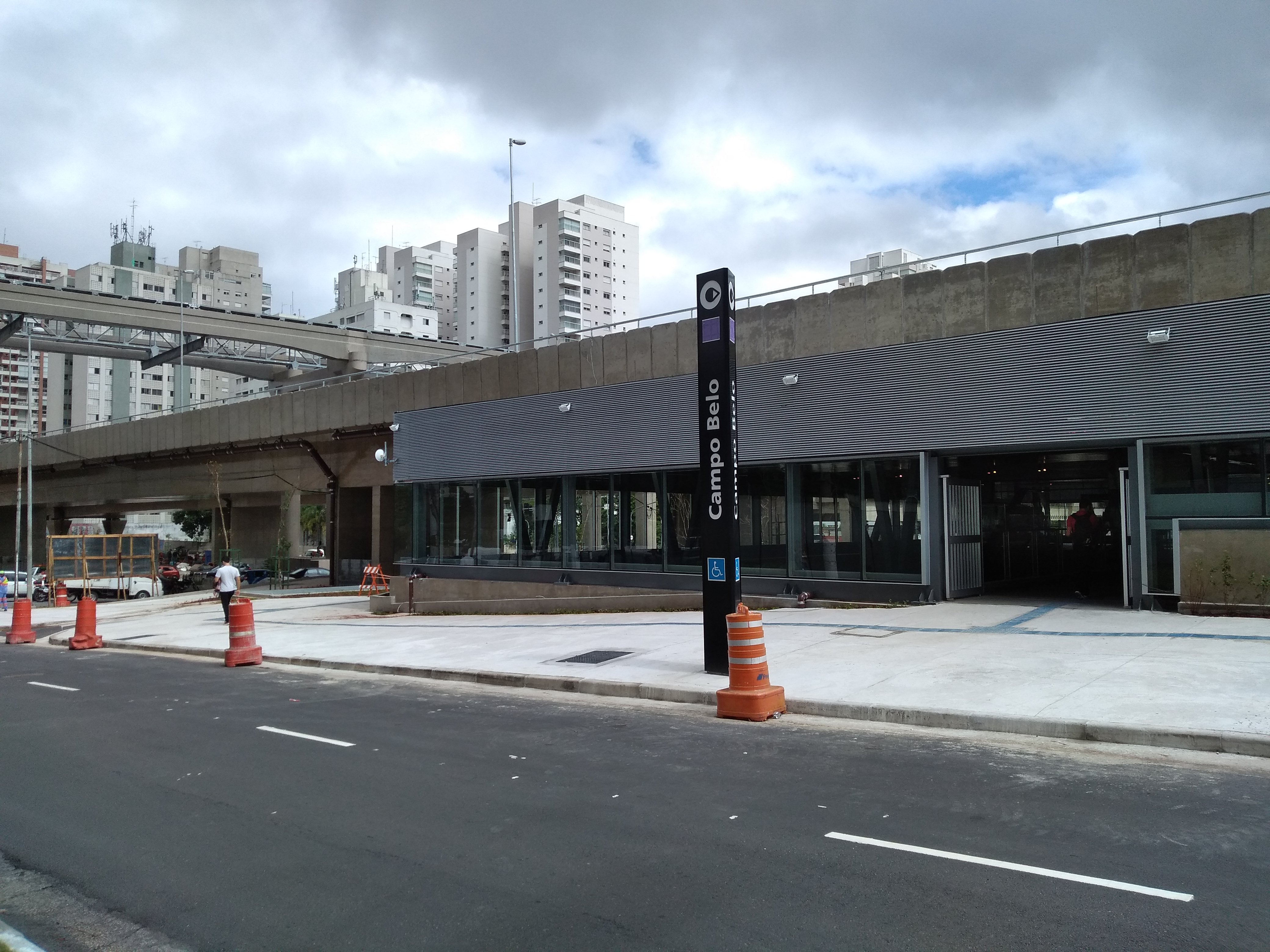
Entrada da Estação Campo Belo do metrô, a primeira a ser construída no distrito

Em 2019, o distrito passou a ser atendido pelo Metrô de São Paulo com a abertura da Estação Campo Belo, inaugurada em 8 de abril e pertencente à Linha 5-Lilás, operada pela ViaMobilidade. Futuramente, o distrito também será atendido pela Linha 17-Ouro, que já passou por vários atrasos em seu cronograma e teve as obras paralisadas por diversas vezes, com previsão atual de inauguração para 2026. Em seu traçado, a linha terá cinco estações abrigadas no distrito: Washington Luís, Congonhas (com conexão ao aeroporto), Brooklin Paulista, Vereador José Diniz e a própria Estação Campo Belo, fazendo assim, integração com a Linha 5-Lilás.

## Demografia
Evolução demográfica do distrito do Campo Belo

## Distritos limítrofes
- Moema (Norte)
- Saúde (Nordeste)
- Jabaquara (Sudeste)
- Cidade Ademar (Sul)
- Santo Amaro (Oeste)
- Itaim Bibi (Noroeste)

## Bairros
- Brooklin Velho
- Campo Belo
- Jardim Aeroporto
- Jardim Brasil
- Jardim Rutinha
- Vila Aeroporto
- Vila Alexandrina
- Vila Canaã
- Vila Carmem
- Vila Congonhas
- Parque Jabaquara